# RÚV
RUV (nome completo: Ríkisútvarpið;  em  português: Radiotelevisão Nacional da Islândia) é a organização pública máxima de rádio e televisão da Islândia. Tem sede em Reykjavík e vários centros regionais por todo o país, possui um canal de televisão (Sjónvarpið) e dois de rádio.
A RÚV começou a emitir o rádio em 1930 e a televisão em 1966, alcançando uma rápida cobertura total nos dois casos e manteve o monopólio até 1986. É membro da UER desde 1956.

## História

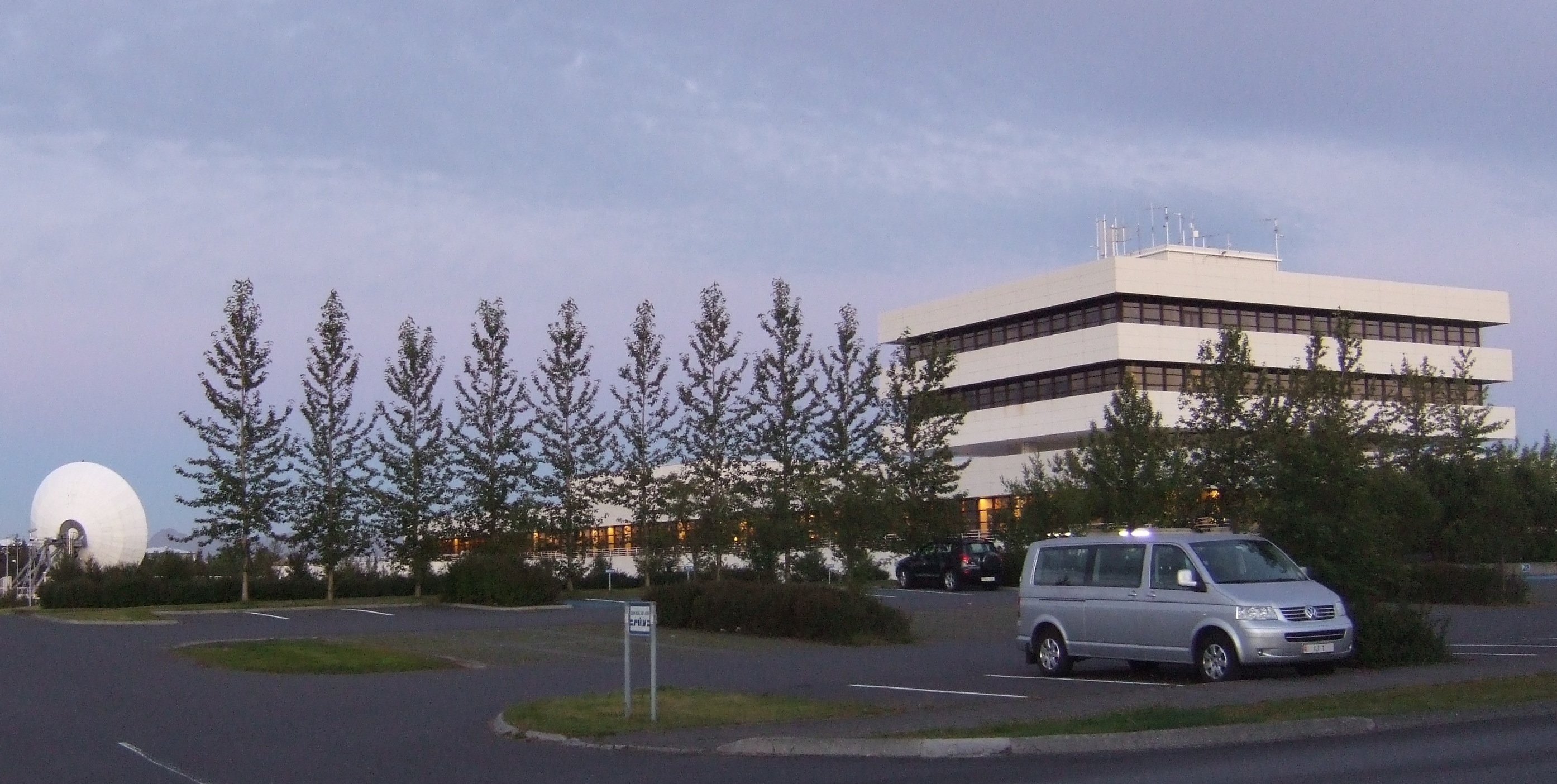
Sede da RÚV em Reykjavík.

Em 1930 o governo da Islândia criou  a  Ríkisútvarpið, estação pública de rádio que iniciou a as suas primeiras emissões na   RÁS) nesse mesmo ano. A  televisão só chegaria em  1966, quando foi criado o canal  Sjónvarpið. A radiodifusora não teria outros canais até 1983, quando se criou a segunda estação de rádio pública, a  RÁS 2.
RÚV  manteve o monopólio sobre a rádio e televisão até a 1985, quando o Governo islandês permitiu a entrada de  de empresas privadas com uma lei de radiodifusão comercial que se pôs em marcha em 1986.

## Funções
RÚV tem várias condições que está obrigada a cumprir como empresa pública, consistentes em "promover a língua, história e herança cultural islandesas ", e basear-se nos direitos humanos, valores democráticos e liberdade de expressão e opinião. Isto diferencia a sua oferta do resto das cadeias privadas, ao ter programas de serviço público e dedicados a setores específicos da população. Também se ocupa de eventos especiais como a transmissão do Festival Eurovisão da Canção (onde a Islândia tem participado desde 1986) e os   Jogos Olímpicos.

## Financiamento
RÚV se financia através de uma taxa, cobrada a cada lar e publicidade.

## Canais de televisão
Atualmente, a RÚV é constituída pelos seguintes canais:
| Logótipo | Canal | Descrição | Fundação                                   |
| -------- | ----- | --- | ------------------------------------------ |
|          | RÚV   | Principal canal, com programação com predominância nas notícias, dramaturgia, documentários, filmes, cultura e entretenimento, programas educativos, como também em programação regional. Oferece serviços regionais para Ísafjörður, Akureyri, Egilsstaðir e Selfoss. | 30 de setembro de 1966 (58 anos)           |
|          | RÚV 2 | Canal secundário, não tem programação contínua, mas oferece principalmente transmissões ao vivo de eventos culturais e desportivos significativos, tanto nacionais como internacionais. Anteriormente chamado RÚV Sport.                                               | 1999 (26 anos) 2015 (10 anos) (como RÚV 2) |

## Canais de rádio
Atualmente, a RÚV é constituída pelas seguintes estações de rádio:
| Logótipo | Estação | Descrição | Canais                        | Fundação                         |
| -------- | ------- | --- | ----------------------------- | -------------------------------- |
|          | Rás 1   | Rádio generalista, com programação baseada em conteúdos generalistas e programas de autor, com forte incisão na informação, meteorologia, cultura, história e programação cultural que trata das artes, história, língua islandesa, literatura e questões sociais e ambientais. | FM / LF / Satélite / Internet | 20 de dezembro de 1930 (94 anos) |
|          | Rás 2   | Rádio alternativa, com a sua programação baseada em notícias, assuntos atuais e música pop e rock. | FM / Satélite / Internet      | 1 de dezembro de 1983 (41 anos)  |
|          | Rondó   | Rádio erudita, com a sua programação baseada em música clássica e jazz. | FM / Satélite / Internet      | 2004 (21 anos)                   |

## Plataformasonline
| Plataforma | Descrição | Fundação                    |
| ---------- | --- | --------------------------- |
| RÚV Núll   | Plataforma dedicada ao público jovem, com a sua programação baseada em música durante o dia e programas de televisão à noite. | 18 de maio de 2018 (6 anos) |

## Programas

### Produções RÚV
- Fréttir
- Áramótaskaupið
- Gettu betur
- Kastljós
- Stundin okkar
- Söngvakeppnin

### Outros
- Festival Eurovisão da Canção